# Liste des codes IATA des gares
 (janvier 2016).
Si vous disposez d'ouvrages ou d'articles de référence ou si vous connaissez des sites web de qualité traitant du thème abordé ici, merci de compléter l'article en donnant les références utiles à sa vérifiabilité et en les liant à la section « Notes et références ».
La liste des codes IATA des gares est la liste des codes à trois lettres, attribués par l'Association du transport aérien international (IATA) à quelques gares ferroviaires.
De manière habituelle, on connaît les codes IATA attribués aux aéroports, et notamment utilisés pour l'étiquetage des bagages.
Mais ce code a été étendu aux gares, notamment en raison des vols en partage de code, entre lignes aériennes et lignes ferroviaires.
Les liaisons ferroviaires concernées sont :
- Amtrak depuis l'aéroport international Liberty de Newark à Newark, New Jersey ;
- Deutsche Bahn depuis l'aéroport international de Francfort à Francfort-sur-le-Main, Allemagne (service AIRail (de)) ;
- SNCF depuis l'aéroport de Paris-Charles-de-Gaulle ou l'aéroport d'Orly à plusieurs gares de France et Bruxelles en Belgique (produit TGV Air)[1] ;
- CFF/SBB depuis l'aéroport international de Zurich à Zurich, Suisse ;
- Thalys International depuis l'aéroport de Paris-Charles-de-Gaulle à Roissy, France et depuis l'aéroport d'Amsterdam-Schiphol aux Pays-Bas ;

## Liste des gares, classées par code IATA

### B
- BNJ gare de Bonn, Bonn, Allemagne

### M
- MHG gare centrale de Mannheim, Mannheim, Allemagne

### Q
- QDH Gare d'Ashford International, Angleterre
- QDU Gare centrale de Düsseldorf, Düsseldorf, Allemagne
- QFB Gare centrale de Fribourg, Fribourg-en-Brisgau, Allemagne
- QFV Gare de Bergen, Norvège
- QKL gare de Cologne, Cologne, Allemagne
- QLJ gare de Lucerne, Lucerne, Suisse
- QLS gare de Lausanne, Lausanne, Suisse
- QJZ gare de Nantes, Nantes, France
- QXB gare d'Aix-en-Provence TGV, Aix-en-Provence, France
- QXG gare d'Angers Saint-Laud, Angers, France

### X
- XDB Gare de Lille-Europe, Lille, France
- XDT Gare Aéroport Charles-de-Gaulle 2 TGV, Roissy, France
- XED Gare de Marne-la-Vallée - Chessy, Marne-la-Vallée, France
- XER Gare de Strasbourg Bus Station Boulevard de Metz, Strasbourg, France
- XGB Gare Montparnasse, Paris, France
- XHK Gare de Valence TGV, Valence, France
- XJY Gare de Massy TGV, Massy, France
- XKL Gare de Kuala Lumpur Sentral, Kuala Lumpur, Malaisie
- XOP Gare de Poitiers, Poitiers, France
- XPG Gare du Nord, Paris, France
- XPJ Gare Saint-Roch, Montpellier, France
- XRF Gare Saint-Charles, Marseille, France
- XRK Gare de Paveliets, Moscou (reliée à l'aéroport de Moscou-Domodedovo)
- XSH Gare de Saint-Pierre-des-Corps, Tours, France
- XWG Gare de Strasbourg, Strasbourg, France
- XYD Gare de la Part-dieu, Lyon, France
- XYL Gare de Perrache, Lyon, France
- XZN Gare d'Avignon TGV, Avignon, France
- XZV Gare de Toulon, Toulon, France

### Z
- ZAQ Gare centrale de Nuremberg, Nuremberg, Allemagne
- ZDH gare de Bâle SNCF, Bâle, Suisse et gare de Mulhouse, France
- ZDJ gare de Berne, Berne, Suisse
- ZFJ gare de Rennes, Rennes, France
- ZFQ gare Saint-Jean, Bordeaux, France
- ZFV gare de « 30th Street Station », Philadelphie, Pennsylvanie, États-Unis
- ZKD Gare de Léningrad, Moscou
- ZLN gare du Mans, Le Mans, France
- ZMB Gare centrale de Hambourg, Hambourg, Allemagne
- ZMU Gare centrale de Munich, Munich, Allemagne
- ZTF gare de Stamford, Stamford, Connecticut, États-Unis
- ZVE gare de New Haven Union Station, New Haven, Connecticut, États-Unis
- ZVR gare centrale de Hanovre, Hanovre, Allemagne
- ZWE gare centrale d'Anvers, Anvers, Belgique
- ZWI gare de Wilmington, Wilmington, Delaware, États-Unis
- ZWS gare de Stuttgart, Stuttgart, Allemagne
- ZYN gare de Nîmes, Nîmes, France
- ZYR gare du Midi, Bruxelles, Belgique
- ZYZ gare de Berchem, Anvers, Belgique

## Liste des gares, classées par Pays

### Allemagne
- BNJ gare de Bonn, Bonn
- MHG gare centrale de Mannheim, Mannheim
- QDU Gare centrale de Düsseldorf, Düsseldorf
- QFB Gare centrale de Fribourg, Fribourg-en-Brisgau
- QKL gare centrale de Cologne, Cologne
- ZAQ Gare centrale de Nuremberg, Nuremberg

### Autriche
- ZSB Gare de Salzburg ÖBB, Salzbourg

### Belgique
- ZWE gare centrale d'Anvers, Anvers
- ZYR gare du Midi, Bruxelles
- ZYZ Anvers-Berchem, Anvers

### Canada
- XDS Gare d'Ottawa, Ottawa
- XLM Montreal, Gare Saint-Lambert
- YMY Gare centrale de Montréal
- YUL Montreal-Dorval Station (même code que l'aéroport Montréal-Pierre Elliott Trudeau International Airport, situé à 2 km)

### Danemark
- CPH Copenhagen Airport Railway station, seulement à 200 m de la zone d'arrivée (même code que l'aéroport).
- ZGH Gare centrale de Copenhague

### France
- QJZ Gare de Nantes, Nantes
- QXB Gare d'Aix-en-Provence TGV, Aix-en-Provence
- QXG Gare d'Angers Saint-Laud, Angers
- XDB Gare de Lille-Europe, Lille
- XDT Gare Aéroport Charles-de-Gaulle 2 TGV, Roissy, France
- XER Gare de Strasbourg Bus Station Boulevard de Metz, Strasbourg
- XGB Gare de Montparnasse, Paris, France
- XHK Gare de Valence TGV, Alixan
- XIZ Gare de Champagne-Ardenne TGV, Reims
- XJY Gare de Massy TGV, Massy
- XOP Gare de Poitiers, Poitiers
- XPG Gare du Nord, Paris
- XPJ Gare Saint-Roch, Montpellier
- XRF Gare Saint-Charles, Marseille
- XSH Gare de Saint-Pierre-des-Corps, Tours
- XWG Gare de Strasbourg, Strasbourg
- XYD Gare de la Part-Dieu, Lyon
- XYL Gare de Perrache, Lyon
- XZI Gare de Lorraine TGV, Metz-Nancy
- XZN Gare d'Avignon TGV, Avignon
- XZV Gare de Toulon, Toulon
- ZDH Gare de Mulhouse et Gare de Bâle CFF, Bâle, Suisse
- ZFQ Gare Saint-Jean, Bordeaux
- ZLN Gare du Mans, Le Mans
- ZYN Gare de Nîmes, Nîmes
- ZFJ Gare de Rennes, Rennes

### Italie
- IBT Gare de Bologne-Centrale
- INP Gare de Naples-Centrale
- IRR Gare de Rome-Ostiense
- IRT Gare de Rome-Tiburtina
- ITT Gare de Turin-Porta-Susa
- NHR Gare de Naples Afragola
- TPY Gare de Turin-Porta-Nuova
- XIC Gare de Milan-Centrale
- XRL Gare de Reggio Emilia - Mediopadana
- XRJ Gare de Rome-Termini
- XVQ Gare de Venise-Santa-Lucia
- XVY Gare de Venise-Mestre
- ZMI Mergellina Railway Stn, Naples

### Malaisie
- XKL KL Gare de Kuala Lumpur Sentral, Kuala Lumpur

### Norvège
- QFV Gare de Bergen, Norvège

### République tchèque
- XYG Praha hlavní nádraží, Prague
- XYJ Praha-Holešovice, Prague

### Royaume-Uni
- QDH Gare d'Ashford International, Angleterre

### Russie
- XRK Gare de Paveliets, Moscou (reliée à l'aéroport de Moscou-Domodedovo
- ZKD Gare de Léningrad, Moscou

### Suisse
- QLJ gare de Lucerne, Lucerne
- QLS gare de Lausanne, Lausanne
- ZDH gare de Bâle SNCF, Bâle
- ZDJ gare de Berne, Berne